# Galathea balssi
Galathée rouge
Espèce
Galathea balssi, communément appelé la Galathée rouge, est une espèce de crustacés marins décapodes de la famille des Galatheidae.
La Galathée rouge est présente dans les eaux tropicales du centre de l'Indo-Pacifique.

## Description
Galathea balssi est un crustacé de petite taille pouvant atteindre 10 mm de long pour la carapace en incluant le rostre.

## Étymologie
Son nom spécifique, balssi, lui a été donné en l'honneur d'Heinrich Balss (1886-1957), zoologiste allemand qui avait décrit l'holotype sous le taxon Galathea australiensis en 1913 (nom déjà occupé par Galathea australiensis Stimpson, 1858). 

## Publication originale
- (en + de) Sadayoshi Miyake et Keiji Baba, « Two new species of Galathea from Japan and the East China Sea », Kyushu University. Faculty of Agriculture. Journal, Université de Kyūshū, vol. 13, no 1,‎ 30 mars 1964, p. 205-211 (ISSN 0023-6152 et 2433-488X, DOI 10.5109/22719, lire en ligne).